# Ricardo Lara (Politiker)

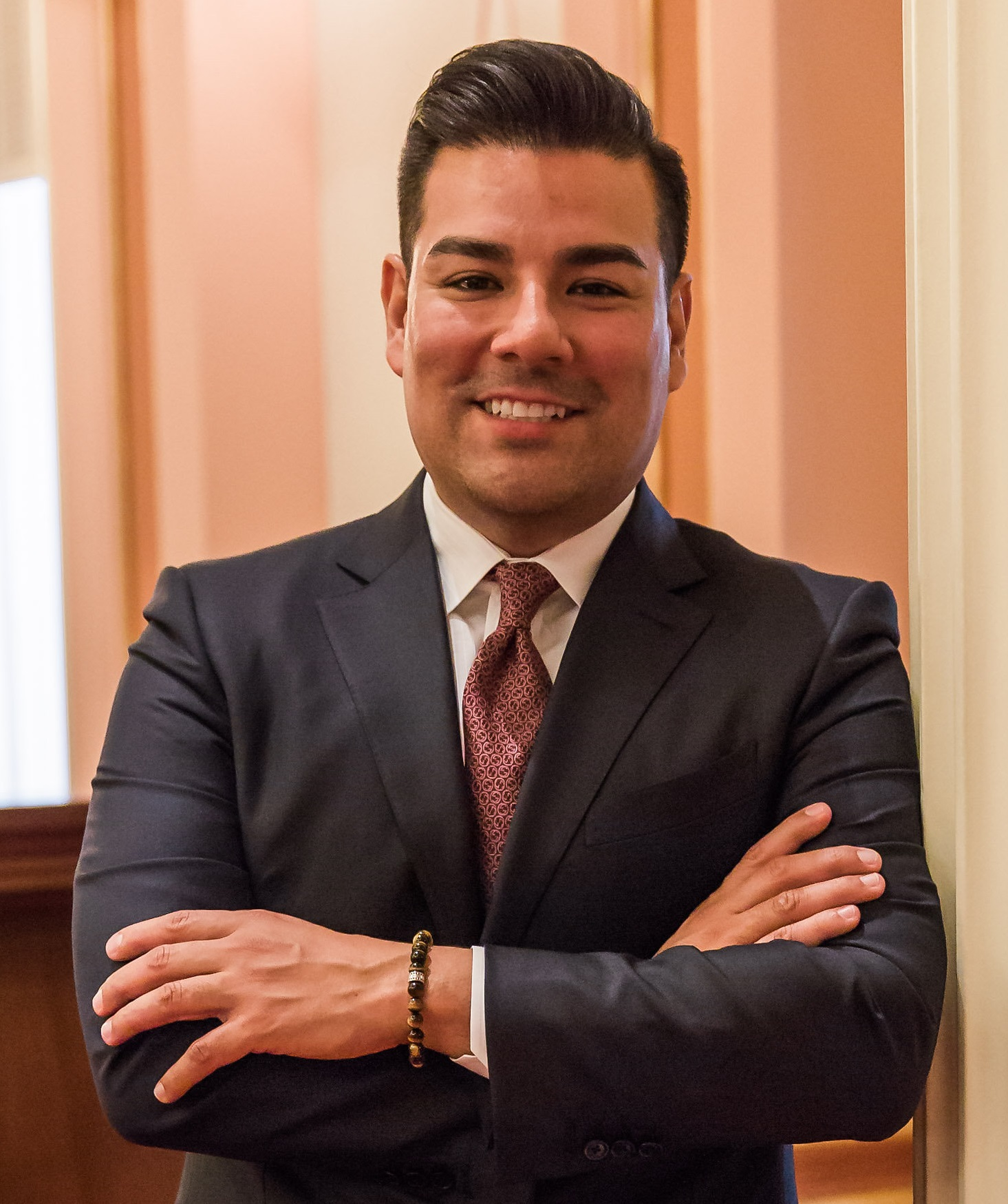
Ricardo Lara

Ricardo Lara (* 5. November 1974 in Commerce, Kalifornien) ist ein US-amerikanischer Politiker der Demokratischen Partei.

## Leben
Seine Eltern wanderten von Mexiko in die Vereinigten Staaten ein. Lara studierte an der San Diego State University und an der University of Southern California. Vom 6. Dezember 2010 bis 30. November 2012 war Lara als Nachfolger von Hector De La Torre Abgeordneter in der California State Assembly. Seit 3. Dezember 2012 ist Lara als Nachfolger von Alan Lowenthal Senator im Senat von Kalifornien. Im März 2017 verkündete Lara, er werde sich um das Amt des California Insurance Commissioner in Kalifornien bewerben. Lara lebt offen homosexuell.